# Toro Inoue
Toro (en japonés quiere decir "gato feliz"), nombre real Toro Inoue (井上トロ Inoue Toro), es un personaje creado por Sony Computer Entertainment. Es un gato asombroso, épico y tierno.

## Diseño de personaje gato
Es un gato blanco 3D caracterizado por: Sus variadas emociones.

## Historia
Toro, un gato que quiere ser campeón, es la mascota de Sony en Japón.
Toro apareció en julio de 1999 como el personaje principal en el videojuego Doko Demo Issyo (también escrito como Doko Demo Issho, lo que significa "Juntos en todas partes"). en la PlayStation de Sony tuvo soporte incluido para la PocketStation que fue producida por la misma empresa. Toro también aparece en el videojuego de PlayStation 2 Ape Escape Million Monkeys por SCE. En diciembre de 2004, Dokodemo Issho fue lanzado en la PSP, y una demostración gratuita está disponible en la PlayStation Store japonesa. Toro también protagoniza el título de PlayStation 3 Mainichi Issho (todos los "días juntos" en español), un juego talk show donde Toro ofrece noticias diarias junto con Kuro, su vecino de gato negro. El show de "ToroStation" es un juego de palabras en la serie de PlayStation. Los jugadores también pueden responder a preguntas de trivia para ganar dinero juego y premios como muebles para decorar el apartamento de Toro en el juego. También es posible jugar un IQ en línea contra otro jugador en un juego de prueba. Mainichi Issho está disponible para la descarga gratuita solamente en la PlayStation Store japonesa. Más recientemente, Toro apareció como un personaje jugable en todo el mundo en juegos tales como Golf 5, la quinta entrega de la larga serie de golf. Un disfraz de Toro también está disponible como un traje descargable en el juego LittleBigPlanet. Toro y Kuro aparecen como combatientes exclusivos para las versiones de PS3 y PlayStation Vita en el juego de Street Fighter X Tekken que es un juego de Capcom; Toro imita el estilo de pelea de Ryu (Street Fighter), mientras Kuro imita el estilo de pelea de Kazuya. Toro será un personaje jugable en el próximo cruce de videojuegos luchando en la PlayStation All-Stars Battle Royale, con Kuro ayudándolo durante uno de sus ataques.